# Яна Петру
Яна Петру (чеш. Jana Petrů; 14 июля 1938 года, Прага, Чехословакия — 6 мая 1990 года, там же) — чехословацкая певица. Одна из самых популярных чешских вокалисток в начале 1960-х годов.

### Биография
Карьеру певицы начала в 1962 году. Была солисткой большого танцевального оркестра пражского Парка культуры и отдыха имени Юлиуса Фучика (PKOJF) под руководством Камила Лохмана.
Исполнительница широкого спектра музыкальных жанров от свинга до рок-н-ролла. Выступала с Танцевальным оркестром Чехословацкого радио (чеш.), оркестром Карела Влаха (чеш.), иногда с оркестрами Фердинанда Гавлика (чеш.) и Карела Дубы (чеш.). Имела большой успех в дуэтах с Йозефом Зимой (чеш.), Карелом Готтом, Карелом Хала (чеш.), Миланом Хладилом, Миланом Мартином, Станиславом Прохазкой (чеш.), Мирославом Шубой и другими популярными чехословацкими певцами.
Самым большим её успехом стала исполненная в дуэте с Карелом Готтом песня «Прекрасный день» из первого чешского мюзикла «Старики на уборке хмеля» (1964). Ушла с музыкальной сцены в начале 1970-х годов после смерти мужа, барабанщика Павла Станека.
Погибла в результате пожара в собственном доме.

## Фильмография
- Старики на уборке хмеля (1964) — вокал
- Lov na mamuta (1964) — вокал
- V každém pokoji žena (1974) — вокал

## Известные хиты
- «Прекрасный день» (чеш. Den je krásný)
- Proč a nač
- Páni rodičové
- Sentimentální

## Дискография
- 1963 — Kánoe pro dva
- 1963 — Páni rodičové
- 1964 — Děti slunce
- 1965 — Si, si, si, signorina
- 1965 — Dříve, než se s vámi sejdu
- 1966 — Tenkrát a dnes
- 1968 — Zajíček
- 2006 — Den je krásný

## Награды
- 1964 — третье место на песенном конкурсе Zlatý slávik (чеш., Золотой соловей).